# Dioptra

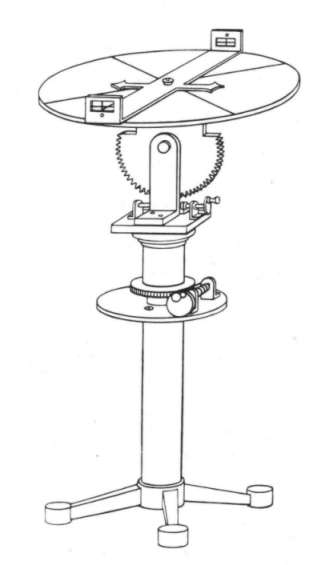
Reconstrucció gràfica de la dioptra, per Venturi, el 1814. (Una interpretació incorrecta de la descripció d'Heró)

La dioptra ( grec: διόπτρα) és un instrument astronòmic i topogràfic clàssic, que data del segle iii. És un tub d'observació o, en el seu defecte, una vareta amb un ocular als dos extrems, unit a un peu fix. Si està equipada amb una alidada amb llimbs de lectura angular, pot ser usada per mesurar angles horitzontals i verticals.

## Principi
- La primera dioptra era un senzill instrument de mira horitzontal, format per un triangle isòsceles la base del qual serveix de mira. La punta que uneix els dos costats iguals se situa a la part inferior i serveix com a marca per a la plomada. Quan és alineat amb la punta, la visió a través dels dos oculars és perfectament horitzontal.[2]
- El primer desenvolupament, fet per l'enginyer Heró d'Alexandria, va ser substituir aquest triangle per un mitjançant un disc graduat a manera de transportador. El sistema es clava a terra després d'haver determinat el nivell mitjançant una plomada, llavors girant el regle permet triar l'angle desitjat, sempre tenint en compte la plomada.[1]
- Un segon desenvolupament va ser la incorporació al pla horitzontal d'un segon disc graduat a 360°, que va permetre obtenir dues orientacions angulars precises.

## Ús
Els astrònoms grecs utilitzaven la dioptra per mesurar les posicions de les estrelles. Tant Euclides com Gemí de Rodes nomenen la dioptra en els seus treballs astronòmics. A l'època de Ptolemeu, al segle ii, era un instrument astronòmic considerat com obsolet, havent estat substituïda per l'esfera armil·lar. Adaptada a la topografia, la dioptra és similar al teodolit, o el trànsit del topògraf, que data del segle xvi . És una versió més exacta de la groma.
S'atribueix a Heró d'Alexandria un llibre enterament dedicat a la construcció i utilització de la diòptria per a la topografia. Heró va ser "un dels enginyers i matemàtics més enginyosos de la història".
La dioptra era prou sofisticada, per exemple, per construir un túnel a través d'una muntanya entre dos punts oposats. S'especula que podia haver estat utilitzada per construir el túnel d'Eupalino. Anomenat "un dels èxits més grans de l'enginyeria de l'antiguitat," es tracta d'un túnel de 1036 metres (4000 peus) de llarg, excavat a l'illa grega de Samos a través de la muntanya Castro, al segle vi, durant el govern del tirà Polícrates. No obstant això, no hi ha evidència que l'instrument existís en aquesta època, i els historiadors debaten hipòtesis d'Heró sobre com es va construir l'aqüeducte.
També era usada per a la construcció d'aqüeductes, la diòptria es va utilitzar àmpliament en projectes de construcció de calçades romanes. Amb diversos cargols d'ajust a diferents parts de l'instrument, era fàcil calibrar-la per a mesures molt precises. Va ser substituïda com a instrument topogràfic pel teodolit. Avui dia, aquest dispositiu també s'utilitza com a mira per a armes ..

## Obres que tracten de la dioptra
- c50aC. Vitruvi.[5]
- 1648. El perfeto artillero. Theorica y pratica, etc.[6]
- 1654. Dioptra Geodaetica.[7]
- 1700. El architecto perfecto en el arte militar: dividido en cinco libros.[8]
- 1852.[9]
- 1897. Journal of the Association of Engineering Societies.[10]
- 1898. A History of Elementary Mathematics.[11]
- 2002. The Greek World.[12]
- 2013. The Forgotten Revolution: How Science Was Born in 300 BC and Why it Had to Be Reborn.[13]

## Significat metafòric
Hi ha algunes obres filosòfiques i religioses que incorporen el terme «dioptra» en el títol. «Dioptra» equivaldria, en aquests casos, a «mirall» (o «antologia», «compendi» o «tractat»). De manera anàloga a « speculum». Del terme grec equivalent a «mirall».

### Exemples

#### Speculum, mirall
- 1515. Espill de la vida religiosa.[16]
- 1535.[17]
- 1645.[18]
- 1660.[19]
- 1778.[20]

#### Dioptra
- 1602. Antiquitatum hebraicarum dioptra in duos libros tributa.[21]
- 1604. Dioptra id est Regula sive Amussis rei Christianis quator libris per Dialogum explicata. Filip Solitari[22]